# Liste von Persönlichkeiten der Stadt Dachau
Die folgende Liste führt Persönlichkeiten auf, die mit der Stadt Dachau in enger Verbindung stehen.

## Träger des Goldenen Ehrenrings der Großen Kreisstadt Dachau
- 1955 Hans Zauner  (1885–1973), Bürgermeister von 1952 bis 1960
- 1966 Carl Thiemann  (1881–1966), Künstler
- 1969 Karlmax Küppers  (1898–1970), Kreisheimatpfleger
- 1969 Josef Schwalber  (1902–1969), Bürgermeister von 1945 bis 1947
- 1969 August Peter Waldenmaier  (1915–1995), Musiker
- 1973 Josef Gareis  (1903–1982), SPD-Stadtrat
- 1973 Karl Haaser  (1912–2004), CSU-Stadtrat
- 1976 Georg Scherer  (1906–1985), ehem. KZ-Häftling und Widerstandskämpfer
- 1979 Franz Xaver Böck  (1901–1983), Bürgermeister von 1960 bis 1966
- 1979 Nikolaus Deichl  (1893–1979), Bürgermeister von 1947 bis 1952
- 1990 Adolf Hällmayr  (1913–2001), CSU-Stadtrat
- 1990 Gabriel Schaller  (1913–1999), SPD-Stadtrat
- 1990 Willy Teufelhart  (1916–1994), ÜB-Stadtrat
- 1998 Erwin Deffner  (geb. 1926), CSU-Stadtrat
- 1998 Johanna Diehm-Lerchenberger  (1919–2006), CSU-Stadträtin
- 1998 Lothar Micheler  (1920–2008), SPD-Stadtrat
- 1998 Heinrich Rauffer  (1934–2012), CSU-Stadtrat
- 2009 Georg Englhard  (1929–2020), CSU-Stadtrat
- 2009 Alfred Kindermann  (1927–2014), CSU-Stadtrat
- 2009 Manfred Probst  (geb. 1940), CSU-Stadtrat
- 2010 Bernd Sondermann  (1939–2016), SPD-Stadtrat
- 2015 posthum – Katharina Ernst  (1940–2014), SPD-Stadträtin, Bürgermeisterin
- 2015 Helmuth Freunek  (geb. 1941), CSU-Stadtrat
- 2015 Hermann Windele  (geb. 1937), ÜB-Stadtrat, Bürgermeister
- 2015 Erwin Zehrer  (geb. 1943), CSU-Stadtrat
- 2020 Edgar Forster  (geb. 1944), FW-Stadtrat

## Söhne und Töchter der Stadt
- Joseph Effner (1687–1745), Baumeister, Gartenarchitekt und Dekorateur
- Quirin Weber (1693–1751), Orgelbauer
- Leonhard von Hohenhausen (1788–1872), General der Kavallerie und Kriegsminister
- Josef Wirth (1850–1913), Unternehmer
- Josef Goller (1868–1947), Glasmaler und Grafiker
- Maria Langer-Schöller (1878–1969), Malerin, Grafikerin und Autorin
- Aloys Fleischmann (1880–1964), Komponist, Kirchenmusiker
- Wilhelm von Thoma (1891–1948), General der Panzertruppe im Zweiten Weltkrieg
- Simon Hohenegger (1898–1990), Maler
- Genoveva Schauer (1898–1962), Gewerkschafterin und Politikerin, Stadträtin in München
- Theodor Maunz (1901–1993), Verwaltungsrechtler
- Richard Huber (1902–1982), Maler
- Margarete Thiemann (1909–1950), Malerin
- Resi Huber (1920–2000), Friedensaktivistin und Antifaschistin
- Hermann Welsch (1928–2022), Gynäkologe und Hochschullehrer
- Rainer Bertram (1932–2004), Schlagersänger und Fernsehregisseur
- Justus Josef Erhorn, genannt Biwi (1935–2006), Wirt der Gaststätte Kochwirt und ein Dachauer Original
- Leonhard Fottner (1938–2002), Ingenieurwissenschaftler
- Hedi Heres (1939–2010), Radio- und Fernsehmoderatorin
- Alphart von Horn (* 1940), deutscher Generalmajor
- Hans-Jürgen Bäumler (* 1942), Eiskunstläufer und Schauspieler
- Peter Bürgel (* 1953), Jurist und Politiker, Oberbürgermeister von Dachau
- Michael Lerchenberg (* 1953), Schauspieler, Regisseur, Drehbuchautor und Intendant
- Karl-Heinz Richard von Sayn-Wittgenstein (* 1954), Unternehmer und Reality-TV-Darsteller
- Kurt Kister (* 1957), Journalist
- Johann Langenegger (* 1958), Generalleutnant a. D. des Heeres der Bundeswehr
- Norbert Göttler (* 1959), Schriftsteller und Fernsehregisseur
- Helga Schmid (* 1960), Diplomatin
- Oliver Schenk (* 1968), Volkswirt, politischer Beamter und Politiker (CDU)
- Andreas Huber (* 1969), Poolbillard-Trainer
- Klaus Gronewald (* 1971), Journalist und Moderator
- Phil Vetter (* 1971), Singer-Songwriter
- Daniel Jaakov Kühn (* 1972), Schriftsteller und Theaterleiter
- Chriz Wagner (* 1972), Mystery- und Fantasy-Autor
- Michaela Maria Müller (* 1974), Journalistin und Autorin
- Leonie Swann (* 1975), Krimiautorin
- Wolfgang Lugmair (* 1976), Maler
- Ioannis Melissanidis (* 1977), Kunstturner und Schauspieler
- Martina Ittenbach, geborene Schuster (* 1979), Schauspielerin, Regisseurin und Filmproduzentin
- Benedikt Maria Kramer (* 1979), Schriftsteller und Musiker
- Nina Annabelle Märkl (* 1979), Künstlerin
- Simon Lang (* 1980), Koch
- Stephan Kling (* 1981), Fußballspieler
- Maximilian Allgeier (* 1982), Schauspieler
- Daniel Duda (* 1982), Bowlingsportler im Behindertensport
- Eva-Maria Fitze (* 1982), Eiskunstläuferin
- Simon Jüttner (* 1982), Architekt
- Johannes Strasser (* 1982), Basketballspieler
- Andreas Janke (* 1983), deutsch-japanischer Geiger
- Alexander Meile (* 1983), Schauspieler
- Sophia Süßmilch (* 1983), Medienkünstlerin und Feministin
- Gela Allmann (* 1984), Trailrunning- und Skitourenläuferin, Model, Autorin und Coach
- Saskia Preil (* 1985), Schauspielerin
- Florian Hartmann (* 1986), Kommunalpolitiker und Oberbürgermeister Dachaus
- Markus Subramaniam (* 1986), Schauspieler und Musiker
- Anton Fink (* 1987), Fußballspieler
- Lukas Irmler (* 1988), Extremsportler und Inhaber mehrerer Weltrekorde im Slacklinen
- Cathy Hummels (* 1988), Moderatorin
- Armin Dollinger (* 1990), Volleyballspieler
- Alexandra Martini (* 1990), Schauspielerin und Journalistin
- Ben Münchow (* 1990), Schauspieler und Synchronsprecher
- Annika Preil (* 1990), Schauspielerin
- Quirin Moll (* 1991), Fußballspieler
- Tim Rieder (* 1993), Fußballspieler
- Efkan Bekiroğlu (* 1995), Fußballspieler
- Moritz Preuss (* 1995), Handballspieler
- Raffaela Kraus (* 1996), Schauspielerin und Moderatorin
- Oliver Zeidler (* 1996), Olympiasieger im Rudern
- Lilith Kampffmeyer (* 1997), Filmschauspielerin und Fotografin
- Dennis Dressel (* 1998), Fußballspieler
- Lukas Pfretzschner (* 2000), Volleyball- und Beachvolleyballspieler
- Johann Ngounou Djayo (* 2001), Fußballspieler
- Tim Civeja (* 2002), Fußballspieler
- Simon Pfretzschner  (* 2002), Volleyball- und Beachvolleyballspieler
- Mert Kömür (* 2005), deutsch-türkischer Fußballspieler

## Personen mit Beziehung zur Stadt
- Johann von Mandl (1588–1666), Staatsmann, Pfleger von Dachau
- Franz von Paula Kiennast (1728–1793), Lehrer und Förderer des Laientheaters
- Johann Georg von Dillis (1759–1841), Maler
- Carl Spitzweg (1808–1885), Maler des Biedermeier
- Eduard Schleich d. Ä. (1812–1874), Maler, Vorreiter der Dachauer Künstlerkolonie
- Joseph Wenglein (1845–1919), Maler
- Otto Piltz (1846–1910), Maler
- Ludwig Dill (1848–1940), Maler, Mitglied der Dachauer Künstlerkolonie
- Heinrich Gogarten (1850–1911), Landschaftsmaler und Vertreter des Symbolismus, Mitglied der Dachauer Künstlerkolonie
- Heinrich von Zügel (1850–1941), Maler und Hochschullehrer
- Adolf Hölzel (1853–1934), Maler, Mitglied der Dachauer Künstlerkolonie
- Otto Strützel (1855–1930), Landschaftsmaler
- Lovis Corinth (1858–1925), Maler, Vertreter des deutschen Impressionismus
- August Pfaltz (1859–1917), Maler
- Emmy Walther (1860–1936), Malerin
- Ludwig Thoma (1867–1921), Schriftsteller, arbeitete als Rechtsanwalt in Dachau.
- Hermann Stockmann (1867–1938), Maler
- Ignaz Taschner (1871–1913), Bildhauer, Grafiker und Illustrator, wirkte und verstarb in Dachau.
- Christian Morgenstern (1871–1914), Dichter und Schriftsteller
- Paula Wimmer (1876–1971), Malerin und Grafikerin des frühen Expressionismus, Mitglied der Künstlergruppe Dachau und der Kunstvereinigung Dachau
- Hans Müller-Dachau (1877–1925), deutscher Maler[2]
- Giulio Beda (1879–1954), italienischer Maler
- Richard Graef (1879–1945), Maler, Grafiker, Karikaturist
- Carl Thiemann (1881–1966), Maler, Lithograph, Radierer und Holzschneider
- August Kallert (1882–1958), Maler
- Willy Moralt (1884–1947), Maler
- Georg Hecht (1885–1915), Zionist, Literaturkritiker und Lyriker
- Eugen Mondt (1888–nach 1981), Dichter und Zeitzeuge der Dachauer Bohème
- Toni Danzer (1891–1951), autodidaktischer Maler
- Ernst Toller (1893–1939), Schriftsteller, Politiker und Revolutionär
- Otto Fuchs (1897–1987), Ingenieur (Luftfahrtpionier) und autodidaktischer Maler
- Otto Fuchs (1911–2000), Maler
- Achim Oster (1914–1983), General der Bundeswehr
- Karl Huber (1928–2009), Maler und Bildhauer, wohnte ab 1963 in Dachau.
- Wolfgang Sauer (1928–2015), Jazz- und Schlagersänger
- Roman Herzog (1934–2017), Jurist, ehemaliger Verfassungsrichter und Alt-Bundespräsident, lebte in Dachau
- Christiane Herzog (1936–2000), Gattin des Alt-Bundespräsidenten, lebte in Dachau.
- Manfred Berger (* 1944), Erziehungswissenschaftler und Freizeithistoriker, Autor
- Michael Böhm (* 1947), Schriftsteller
- Patrick Lindner (* 1960), Schlagersänger
- Michael Krimmer (* 1974), Journalist und Autor
- Martina Ittenbach (* 1979), Schauspielerin, Regisseurin und Filmproduzentin
- Clemens Ostermann (1984–2007), Synchronsprecher und Musiker
- Cengiz Doğu (1945–2019), türkisch-deutscher Publizist, Dichter, Drehbuchautor und Menschenrechtsaktivist